# 스리쿠션
3쿠션(Three-cushion billiards)은 3쿠션 캐롬이라고도 불리는 경기는 캐롬의 한 형태이다. 이 경기의 목표는 큐볼이 두 오브젝트 볼을 치기 전에 레일 쿠션에 최소 세 번 접촉하면서 캐롬하는 것이다. 성공적인 캐롬마다 1점씩 얻는다. 대부분의 샷에서 큐볼은 오브젝트 볼을 각각 한 번씩 치지만, 두 공이 모두 맞기만 하면 몇 번을 쳐도 허용된다. 큐볼은 첫 번째 오브젝트 볼을 치기 전이나 후에 쿠션에 접촉할 수 있다. 총 세 번 이상 쿠션에 접촉했다면 세 개의 다른 쿠션에 접촉할 필요는 없다.

## 역사
3쿠션은 1870년대로 거슬러 올라가며, 게임의 기원은 완전히 알려져 있지 않지만, 원쿠션 당구에서 발전했으며, 이는 다시 스트레이트 레일 당구에서 벌크라인이 스트레이트 레일에서 파생된 것과 같은 이유로 발전했다. 이러한 새로운 발전은 고도로 숙련된 선수들이 간호사 샷에 의존하여 마음대로 점수를 쌓는 것을 방해함으로써 게임을 더 도전적이고, 반복적이지 않으며, 선수뿐만 아니라 관중에게도 더 흥미롭게 만들었다.

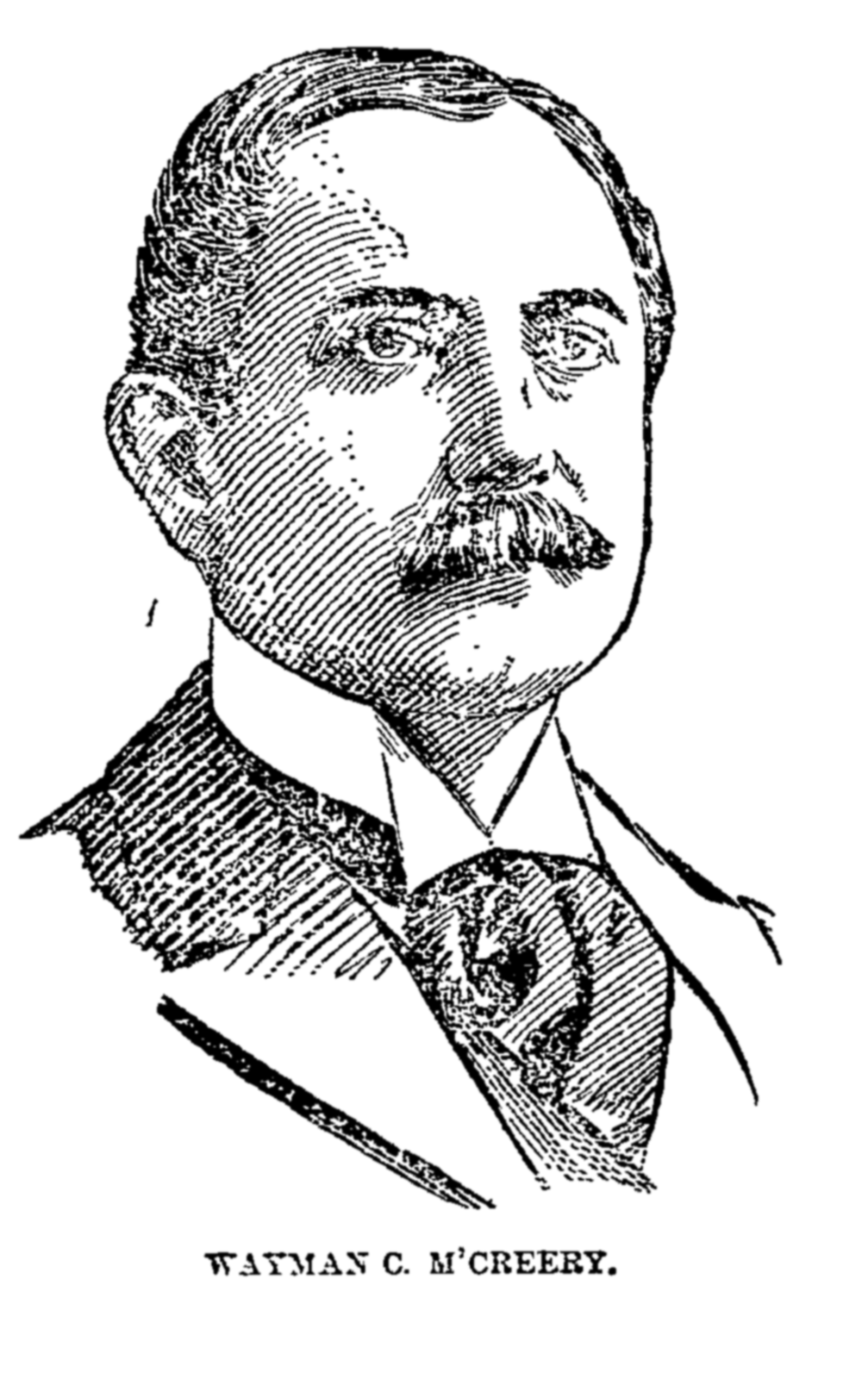
웨이먼 C. 맥크레리, 3쿠션 당구의 보급자이자 가능한 발명가

1851년 6월 14일 세인트루이스에서 태어난 미주리주 세인트루이스 항구의 국세청 징수원인 웨이먼 크로우 맥크레리는 이 게임을 대중화했다. 적어도 한 출판물은 그가 이 게임을 발명했다고 단정적으로 말한다.
첫 3쿠션 당구 토너먼트는 1878년 1월 14일부터 31일까지 C. E. 머시의 세인트루이스 당구장에서 열렸으며, 맥크레리도 참가했다. 이 토너먼트는 뉴욕 출신인 레온 매그너스가 우승했다. 토너먼트의 최고 런은 단 6점이었고, 최고 애버리지는 .75였다. 이 게임은 1907년 이전에 거의 플레이되지 않았으며, 당시 최고의 캐롬 선수들은 이 게임에 대한 반감을 표출했다. 그러나 1907년 램버트 트로피가 도입된 후, 이 게임은 미국과 국제적으로 점점 더 인기를 얻게 되었다.
1924년이 되자 3쿠션은 다른 큐 스포츠 분야의 두 거물이 특별히 도전 경기를 위해 이 게임을 시작하기로 동의할 정도로 인기가 많아졌다. 1924년 9월 22일, 세계 벌크라인 챔피언 윌리 호프 (나중에 3쿠션을 열정적으로 시작했다)와 세계 스트레이트 풀 타이틀 보유자 랠프 그린리프는 잘 홍보된, 여러 날 동안 600 점짜리 경기를 했다. 호프가 최종 점수 600대 527로 승리했다. 이 게임의 미국 내 인기가 1952년, 당시 51회 당구 챔피언이었던 호프가 은퇴를 발표하면서 하락하기 시작했다. 시간이 지나면서 3쿠션은 한때 세계 챔피언십 캐롬 게임이었던 벌크라인 당구를 완전히 대체했다.
3쿠션은 유럽, 아시아, 라틴 아메리카 일부 지역에서 인기를 유지하고 있다. 미국에서 이 게임의 인기가 서서히 다시 살아나는 것은 부분적으로 2005년 플러싱, 뉴욕에서 열린 상 리 국제 오픈 토너먼트 도입 덕분이며, 1위 상금은 25,000달러에 달했다. 이 게임은 또한 빌리아드 다이제스트와 풀 & 빌리아드 매거진과 같은 미국 기반 큐 스포츠 출판물에서 더 많은 보도를 보였다.

## 기록
3쿠션 당구는 어려운 게임이다. 이닝당 1점을 평균하는 것은 일반적으로 전국 수준의 플레이이며, 1.5점 이상을 평균하는 것은 세계적인 수준의 플레이이다. 평균 1점은 테이블에서 한 번의 차례당 플레이어의 점수 성공률이 50%라는 것을 의미한다. 평균 2점은 대략 67%의 성공률을 의미한다.

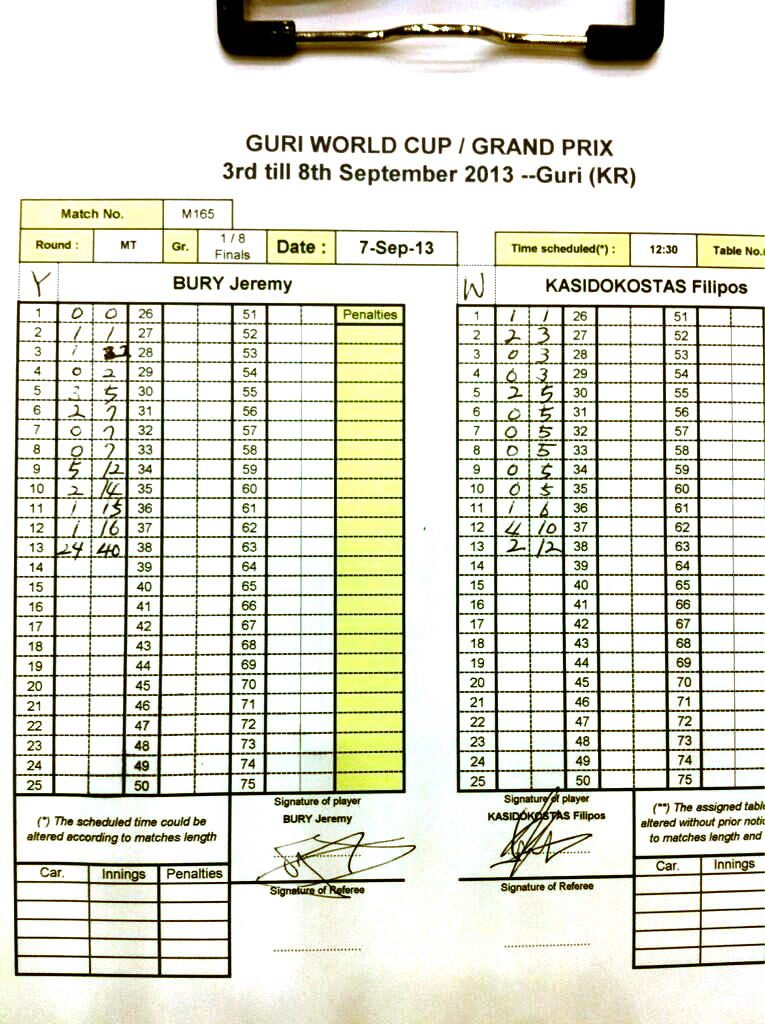
제레미 뷔리의 24점 런 결과지

3쿠션 당구의 최고 런은 오랫동안 25점이었는데, 이는 1918년 샌프란시스코에서 열린 시범 경기에서 미국인 윌리 호프가 두 게임 (14점 아웃, 다음 게임에서 11점부터 시작)에 걸쳐 기록했다. 1968년 레이몽 클루망은 시모니스 컵 토너먼트 경기에서 기록을 26점으로 경신했다. 1993년 고모리 준이치는 네덜란드 리그 경기에서 기록을 28점으로 세웠으며, 1998년 클루망이 같은 리그에서 이 위업을 반복했다. 2012년 롤랑 포르톰은 준데르트에서 이 기록과 동점을 기록했다. 2013년 독일 브란덴부르크에서 열린 유럽 챔피언십에서 프레데릭 코드롱은 "28점 클럽"의 네 번째 멤버가 되었다. 클루망은 비토너먼트, 비시범 경기에서 32점의 최고 런을 기록했다고 알려져 있다. 현재 월드컵 경기에서의 최고 런은 2023년 5월 26일 호찌민 베트남에서 토르비에른 블롬달이 세운 26점이다. (오른쪽 결과지 참조) 상대방이 새 게임을 시작하여 중단되는 경우를 포함하면, 현재 최고 런 기록은 네덜란드인 딕 야스퍼스의 34점이다. 그는 2008년 스웨덴인 토르비에른 블롬달과의 유럽 챔피언십 결승전에서 각 15점의 세 게임으로 진행되었는데, 1차전에서 13점을 내고 아웃, 2차전 (블롬달이 시작)에서 단 한 이닝에 15점을 내고 아웃, 3차전 첫 이닝에서 6점을 냈다.
리그전 표준 50점 경기 최고 기록은 2011년 독일 분데스리가에서 에디 메르크스가 세운 6이닝 (평균 8.333) 이다.(점수: 4-9-26-7-0-4) 토너먼트 경기 최고 기록은 2000년 토르비에른 블롬달이 세운 9이닝 (평균 5.555) 이며, 한국계 미국 국가 챔피언 이상천은 뉴욕 퀸스의 상리 당구장에서 핸디캡 경기에서 4이닝 만에 50점 (점수: 19-11-9-11, 평균 12.5)을 기록했다.
최고의 토너먼트 경기 평균은 2008년 프랑스 플로랑주에서 열린 위에서 언급된 유럽컵 결승전에서 딕 야스퍼스가 기록한 5.625 (3게임 8이닝 45점, 즉 5번만 놓침)이다. 그의 상대 블롬달은 패배했지만 평균 3.0을 기록했다. 국제 토너먼트 최고 평균은 2002년 모나코에서 열린 7경기 크리스탈 켈리 토너먼트에서 딕 야스퍼스가 기록한 2.537 (136이닝 345캐롬)이다. 한편 야스퍼스는 2005년 펠트호번에서 열린 4경기 국내 토너먼트에서 2.666 (75이닝 200캐롬)의 기록적인 평균을 달성했다.
벨기에의 레이몽 클루망은 21번의 UMB 세계 3쿠션 선수권 대회에서 우승했다.

## 스포츠 행정 기구
이 스포츠의 주요 스포츠 행정 기구는 세계 캐롬 당구 연맹 (UMB)이다. 1920년대 후반부터 세계 3쿠션 선수권 대회를 개최해 왔다. 이는 세계 당구 연맹의 회원 단체이다. 1985년부터 1999년까지 빌리어드 월드컵 협회 (BWA)는 UMB와 함께 3쿠션 월드컵을 조직했지만, 재정 문제로 인해 나중에 폐쇄되었고, UMB가 토너먼트에 대한 전적인 책임을 맡게 되었다.

## 대중문화에서
이 게임은 1959년 애니메이션 디즈니 단편 영화 도널드 덕의 수학 마법의 나라에 등장했는데, 도널드 덕이 레일의 다이아몬드 표시를 사용하여 플레이어의 조준과 큐잉 기술에 따라 큐볼이 어디를 칠지 계산하는 diamond system|다이아몬드 시스템을 마스터하여 게임을 배우려고 한다. 이 게임은 또한 2007년 고야상을 수상한 스페인 영화 세븐 빌리아드 테이블 (Siete mesas de billar francés)에서 중요한 역할을 하는데, 이 영화는 문제 많은 당구장을 물려받고 실종된 남편을 찾는 여인에 대한 이야기이다. 루팡 3세 애니메이션의 오프닝 테마에서는 루팡과 지겐이 3쿠션 당구를 치는 모습을 보여준다.

## 같이 보기
- UMB 세계 3쿠션 선수권 대회
- CEB 유럽 3쿠션 선수권 대회
- 3쿠션 월드컵